# Шамси, Али
Али Шамси (азерб. Əli Şəmsi, род. 1964 год) — азербайджанский художник. Али Шамси, является одним из самых ярких представителей современного азербайджанского искусства. Его живопись, отличающаяся насыщенными цветами и глубокой эмоциональностью, вдохновлена богатой культурой и природой его родины. Мастерски владея техникой масляной живописи, Шамси создает на холсте сложные композиции, полные символов и метафор. Его работы выставлялись в ведущих галереях мира и получили признание как критиков, так и коллекционеров.

## Биография

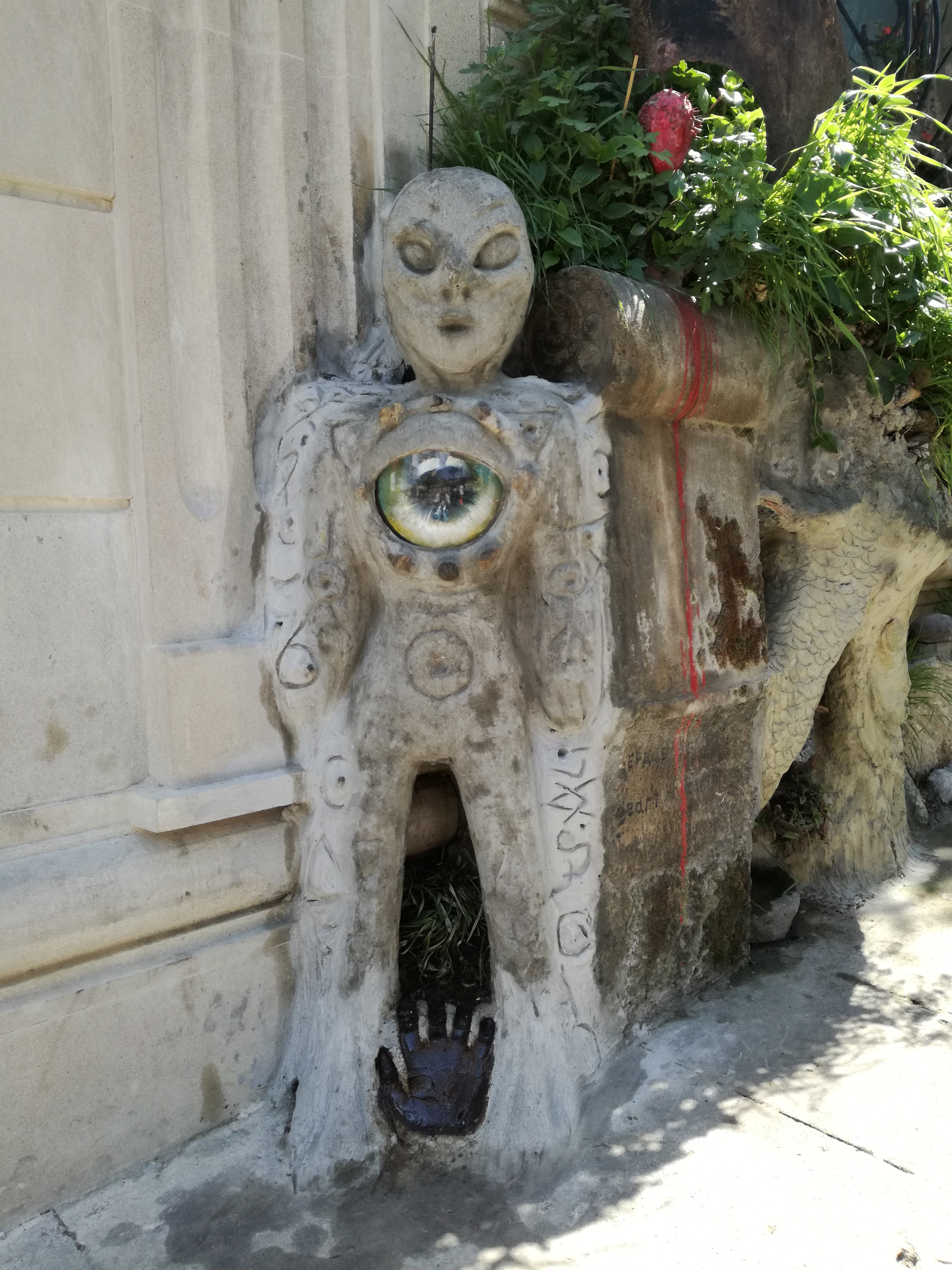
У мастерской Али Шамси в Ичери-шехер

Али Шамси родился 1 января 1964 года в небольшом селе неподалеку от города Шеки. Он с ранних лет проявлял талант к рисованию. Его детство прошло в окружении природы, что, вероятно, и пробудило в нем любовь к искусству. По словам художника, его «первым холстом были камни, а первой кистью — гвоздь.» Будучи школьником 4-го класса переехал в Баку, что открыло перед ним новые возможности для художественного развития. Он поступил в специализированный художественный интернат, где изучал живопись, рисунок и композицию. В 1985 году окончил Азербайджанский Государственный Институт Искусств. Некоторое время он жил в монастыре под Харьковом, расписывая иконы.

## Творчество
С 1985 года Али Шамси является членом Союза художников Азербайджана. Работы Али Шамси украшали галереи Германии, США, Латвии, ОАЭ, Франции, Италии и Англии. Широкая география выставок свидетельствует о международном признании его таланта.
Ключевые элементы художественного стиля Шамси:
- Использование символов: Работы художника насыщены многозначной символикой, открытой для различных толкований и побуждая зрителя к глубоким размышлениям.
- Живая палитра: Художник мастерски использует яркие цвета для создания эмоционально насыщенных композиций.
- Сложные композиции: Многослойность композиций скрывает в себе глубинный смысл, который раскрывается при внимательном изучении.
- Эксперименты с материалами: Шамси смело выходит за рамки традиционных техник, экспериментируя с новыми материалами и создавая неповторимые визуальные эффекты.

Уникальность стиля Шамси заключается в его способности гармонично сочетать классические азербайджанские мотивы с новаторскими элементами, создавая произведения, которые одновременно близки и понятны каждому.

## Выставки
Первая выставка в 1995 году в Баку.
1998 — персональная выставка в Дрездене, Германии
2006 — персональная выставка Хьюстон, США
2007 — Персональная вставка в Риге, Латвия
2008 — Персональная выставка в Баку, Азербайджан
2009 — Совместная выставка с Питером Куже в «Galerie Berlin-Baku» (Берлин, Германия)
2009 — Участие от Азербайджана в рамках проекта Искусство за толерантность «United Buddy Bears»
2010 — Персональная выставка в Дубае
2010 — Творческий вечер и выставка работ в Российском информационно-культурном центре в Баку
2011 — Персональная выставка в Париже
2012 — Персональная выставка в Нормандии
2013 — Персональная выставка в Италии
2014 — Персональная выставка «Две вершины». Баку, Азербайджан.
2016 — Персональная выставка в галерее «The Framers», Лондон, Великобритания
2017 — Совместная выставка «Магия морских побережий: от Кот-де-Гранит-Роз до Каспийского моря» с Бернардом Видалем в «Galerie Berlin-Baku» (Берлин, Германия)
2019 — Международная выставка современного искусства «Арт Шопинг», Париж, Франция
2019 — Благотворительная выставка под названием «Надежда на жизнь» в Музее современного искусства

## Мастерская
Мастерская художника расположена на улице Кичик Гала 84, в историческом районе Старый город в Баку и является одной из его достопримечательностей. Согласно интернет-ресурсам, мастерская Али Шамси остается одним из самых посещаемых туристических мест в Баку как для местных жителей, так и для иностранных туристов. Многие путешественники делились своими наблюдениями о творческом процессе, посетив мастерскую художника, в своих авторских путеводителях.
Неудивительно, что практически все городские турагенства и культурные предприятия включают посещение мастерской в свой маршрут.
Его мастерская издавна стала объектом внимания международных СМИ. Она была представлена в документальном фильме «Hidden Cities Revealed: Baku», созданном телеканалом National Geographic. Корреспондент канала и ведущий программы Эндрю Эванс посетил мастерскую Шамси, прозванного «босоногим художником», в 2017 году. В ходе визита Эванс ознакомился с разнообразными произведениями художника. Телеведущий отметил, что Али Шамси является одним из самых выдающихся жителей Старого города.

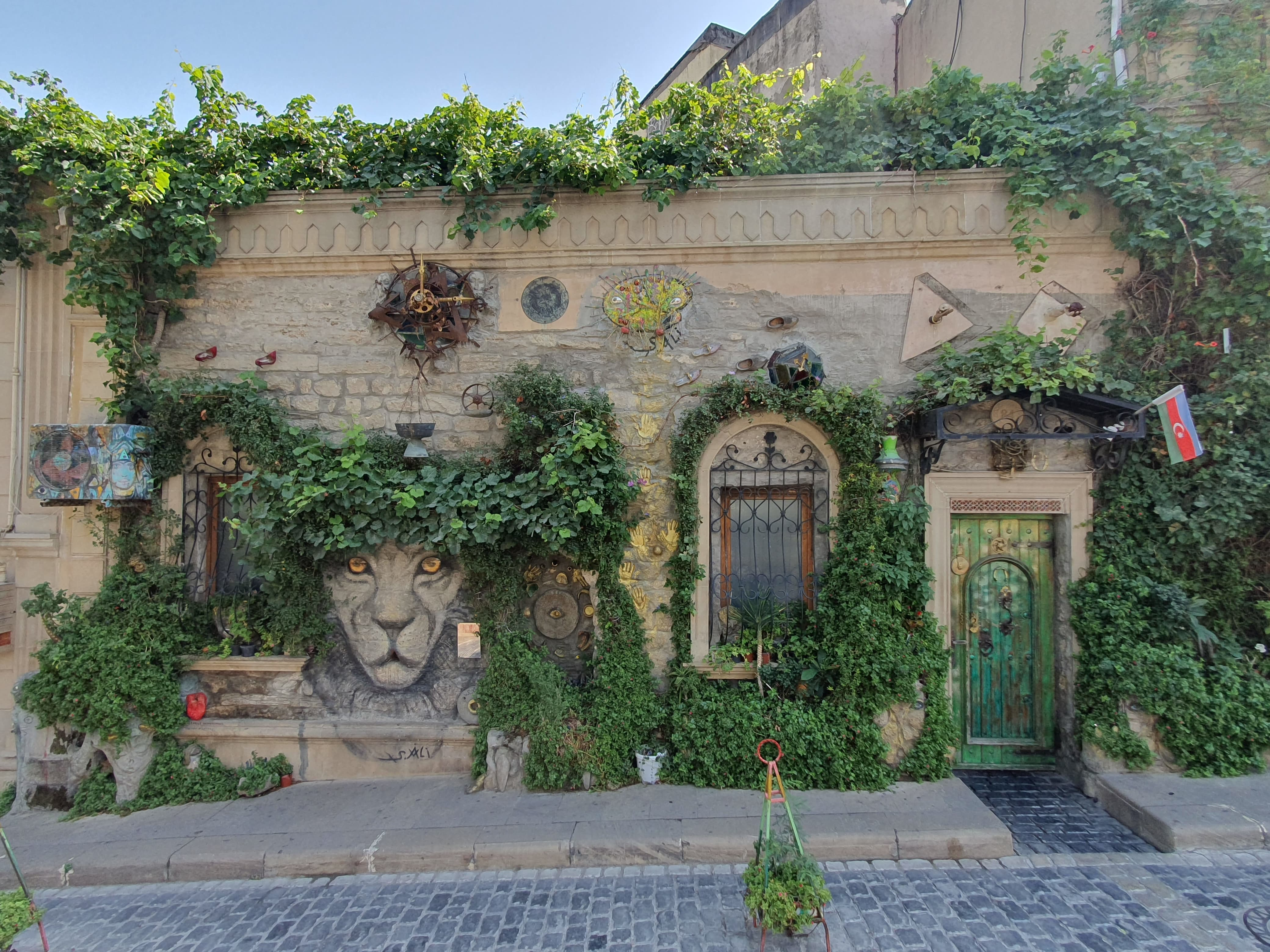
Фасад мастерской Али Шамси. 2024.

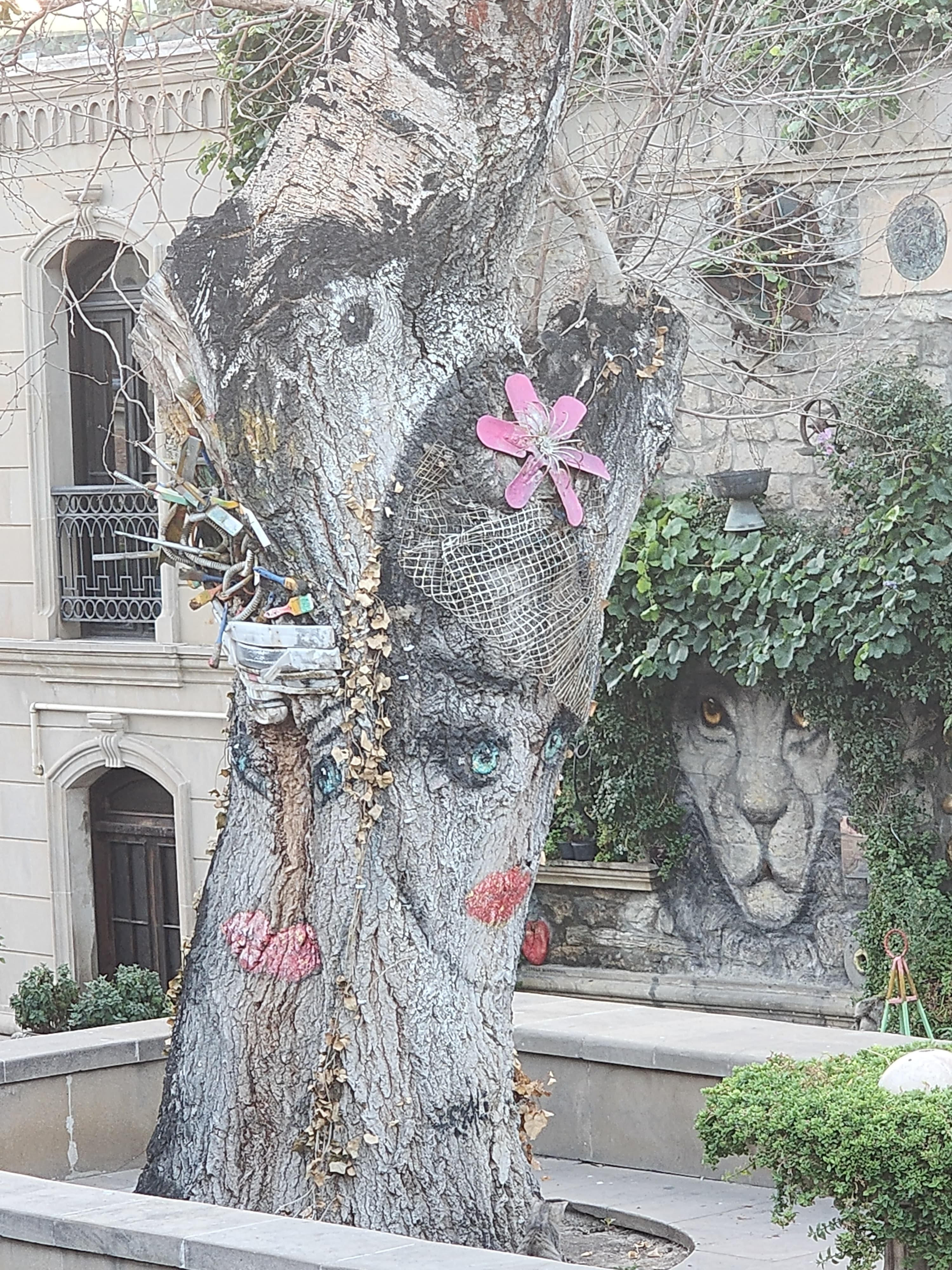
Три красавицы. Али Шамси. 2015.

Местные новостные порталы не редко публиковали различного рода статьи о мастерской.
Основные элементы фасада:
- Растительность: Фасад практически полностью покрыт густой зеленью, создавая ощущение живого организма. Лианы и растения оплетают стены, окна и даже дверь, создавая естественный зеленый ковер.
- Каменная основа: Под слоем растительности просматривается каменная кладка, придающая фасаду исторический шарм и ощущение прочности.

На фоне зелени и камня выделяются яркие элементы декора:
- Львиная голова: Большое изображение льва, выполненное в реалистичном стиле, придает фасаду мощь и выразительность.
- Разнообразные орнаменты: На стенах можно увидеть множество мелких деталей, выполненных в разных техниках: мозаика, резьба по камню, металлические элементы.

Фасад создает атмосферу загадочности и волшебства. Кажется, что за этой дверью скрывается целый мир, полный творчества и вдохновения, которое отражает индивидуальность и талант художника. Он приглашает каждого заглянуть внутрь и окунуться в удивительный мир творчества. Фасад выполнен в теплых, природных оттенках: зеленый, коричневый, бежевый. Яркие акценты создают контраст и привлекают внимание. Он выглядит особенно эффектно в солнечный день, когда зелень переливается на свету. Фасад расположен на улице, поэтому его могут увидеть все прохожие. Он является своеобразной визитной карточкой мастерской и художника.

### Президенты и высокопоставленные лица
Президент Болгарии Румен Радев побывал в мастерской известного художника Али Шамси, здесь ему была подарена картина.
Председатель Совета Министров Итальянской Республики Энрико Летта ознакомился с мастерской художника Али Шамси. Здесь уважаемому гостю был преподнесен памятный подарок.
Президент Кыргызстана Алмазбек Атамбаев побывал в мастерской известного художника Али Шамси
Спецпосланник президента Уругвая, госсекретарь администрации президента южноамериканской страны Диего Канепу в гостях у художника Али Шамси
Специальный докладчик ООН Чалока Беяни в гостях у художника Али Шамси
Принц Саудовской Аравии Аль-Валид бин Талал побывал в мастеской Али Шамси
Председатель Коммунистической партии Российской Федерации (КПРФ) Геннадий Зюганов в гостях у художника Али Шамси
Генеральный директор ЮНЕСКО г-жа Ирина Бокова в рамках визита в Азербайджан посетила Ичеришехер и мастерскую Али Шамси
Капитаны-регенты Сан-Марино Андреа Беллуци и Роберто Вентурини посетили Ичеришехер и мастерскую Али Шамси